# Tahuantinsuyoa
Tahuantinsuyoa är ett släkte av fiskar. Tahuantinsuyoa ingår i familjen Cichlidae.
Kladogram enligt Catalogue of Life:
| Tahuantinsuyoa | \| \| Tahuantinsuyoa chipi \| \| \| \| \| \| Tahuantinsuyoa macantzatza \| \| \| \| |
|                | \| \| Tahuantinsuyoa chipi \| \| \| \| \| \| Tahuantinsuyoa macantzatza \| \| \| \| |
|                | Tahuantinsuyoa chipi                                                                |
|                |                                                                                     |
|                | Tahuantinsuyoa macantzatza                                                          |
|                |                                                                                     |